# فيروسات كاذبة
الفيروسات الكاذبة (بالإنجليزية: Pseudoviridae)‏ هي عائلة فيروسات تظم الأجناس التالية:
- فيروس كاذب; الأنواع : فيروس السكيراء الجعوية Ty1
- فيروس نصفي; الأنواع : فيروس ذبابة الفاكهة الناسخ

1. 1 2  International Committee on Taxonomy of Viruses, ed. (30 Jun 2014), ICTV Master Species List 2013 v2 (بالإنجليزية), QID:Q18810383
2. 1 2  International Committee on Taxonomy of Viruses, ed. (12 Jun 2015), ICTV Master Species List 2014 v4 (بالإنجليزية), QID:Q24716610